# Рик Гонзалез
Рик Гонзалез (енгл. Rick Gonzalez; Њујорк, 30. јун 1979) је амерички филмски и телевизијски глумац. Широј јавности је позната по улози детектива Бобија Рејеса у NBC-овој криминалистичкој серији Ред и закон: Организовани криминал.